# Пейден (Оклахома)
Пейден (англ. Paden) — місто (англ. town) в США, в окрузі Окфаскі штату Оклахома. Населення — 419 осіб (2020).

## Географія
Пейден розташований за координатами 35°30′26″ пн. ш. 96°34′2″ зх. д. / 35.50722° пн. ш. 96.56722° зх. д. (35.507327, -96.567098).  За даними Бюро перепису населення США в 2010 році місто мало площу 1,34 км², з яких 1,31 км² — суходіл та 0,02 км² — водойми.

## Демографія
Згідно з переписом 2010 року, у місті мешкала 461 особа в 199 домогосподарствах у складі 134 родин. Густота населення становила 345 осіб/км².  Було 234 помешкання (175/км²).
Расовий склад населення:
| - 72,5 % — білих - 16,3 % — корінних американців - 4,3 % — чорних або афроамериканців |

До двох чи більше рас належало 6,9 %. Частка іспаномовних становила 2,2 % від усіх жителів.
За віковим діапазоном населення розподілялося таким чином: 22,3 % — особи молодші 18 років, 60,3 % — особи у віці 18—64 років, 17,4 % — особи у віці 65 років та старші. Медіана віку мешканця становила 39,9 року. На 100 осіб жіночої статі у місті припадало 97,0 чоловіків;  на 100 жінок у віці від 18 років та старших — 90,4 чоловіків також старших 18 років.
Середній дохід на одне домашнє господарство  становив 44 974 долари США (медіана — 34 167), а середній дохід на одну сім'ю — 54 759 доларів (медіана — 50 625). Медіана доходів становила 40 357 доларів для чоловіків та 31 875 доларів для жінок. За межею бідності перебувало 26,5 % осіб, у тому числі 29,3 % дітей у віці до 18 років та 32,5 % осіб у віці 65 років та старших.
Цивільне працевлаштоване населення становило 205 осіб. Основні галузі зайнятості: освіта, охорона здоров'я та соціальна допомога — 27,8 %, будівництво — 17,1 %, роздрібна торгівля — 15,6 %.